# Salustiano Vicedo
Fr. Salustiano Vicedo Vicedo, O.F.M. (Alfafara, Alicante, 24 de diciembre de 1923 - Burbáguena, Teruel, 31 de octubre de 2007) fue un sacerdote y fraile franciscano español.
Es conocido por ser el restaurador, junto al padre Pedro Escriche, de la presencia de la Orden Franciscana Menor en el convento de Sant Bernadí (Petra) así como por ser uno de los pilares de la Premsa Forana de Mallorca.

## Biografía
Salustiano Vicedo nació en Alfafara el 24 de diciembre de 1923.
De vocación tardía, estudió Humanidades en el seminario de Benissa. En 1952 hizo el novicado en el monasterio del Santo Espíritu del Monte, en Gilet, donde emitió la profesión temporal el año siguiente. 
En 1956 hizo la profesión solemne en Teruel, siendo ordenado sacerdote el 7 de septiembre del 1958.
Durante muchos años desarrolló su ministerio en la Custodia de San Antonio de la República Argentina, donde, en 1964, fundó el colegio de San Francisco de Asís en la ciudad de San Juan.
Tras volver de Argentina, Salustiano Vicedo llega al convento de Petra el 26 de agosto de 1969, cerrando el paréntesis de la ausencia de los Frailes Menores de San Francisco en este espacio. Un paréntesis que se había abierto con la desamortización de Mendizábal de 1836.
Vicedo permaneció en el convento de Petra por espacio de 22 años, hasta julio de 1991: trabajador irreductible, al tiempo que era superior de su comunidad y vicario de la parroquia de Sant Pere, emprendió la adaptación del edificio conventual y la restauración de la iglesia de Sant Bernadí. 
En abril de 1974 fundó la revista todavía vigente, Apóstol y Civilizador que con el tiempo dio pie a una imprenta del mismo nombre y sirvió de apoyo a la inmensa mayoría de las publicaciones de Premsa Forana en sus mejores tiempos. En la colección Petra Nostra editó obras locales y también sobre la figura de Junípero Serra, en la que se incluían sus propios libros sobre el convento de Petra y el evangelizador de California.
Otra de sus obras magnas fue la escritura y edición de los tres volúmenes de Alfafara: Raíces, Historia y Actualidad, con la que dotó al pueblo de Alfafara del único libro que habla de su historia y tradiciones.
Cuando ya le faltaron las fuerzas estuvo en los conventos de San Lorenzo de Valencia, y en Onteniente, trasladándose al final de sus días a Burbáguena.
Falleció el 31 de octubre de 2007 a los 83 años de edad, 54 de vida religiosa y 49 de sacerdocio en Burbáguena (Teruel). Sus restos mortales descansan en el cementerio de Alfafara, su pueblo natal.

## Obra publicada
Libros:
- Conozca a un hombre excepcional; Fray Junípero Serra (1978)
- La música en Alfafara (1979)
- La casa solariega de la familia Serra (1984)
- Noticias de la Nueva California (1989)
- A l'aurora el meu cant en la festa d'este any, (1990)
- A Sant Roc que és popular, estos versos vull cantar (1991)
- Convento de San Bernardino de Sena (1991)
- Fray Francisco Palou, O.F.M., un mallorquín fundador de San Francisco de California (1992)
- El mallorquín Fray Juan Crespí, O.F.M. misionero y explorador: sus diarios (1994)
- Sorpresas en el camino hacia Dios (1999)
- Alfafara: Raíces, Historia y Actualidad, 3 vol. (2000)
- Escritos de Fray Junípero Serra (2015) (post mortem, Pedro Riquelme Oliva, coordinador de la edición)

Revistas:
- Apóstol y civilizador (Revista de la que es fundador), 1974-?

Artículos en la revista franciscana Acción Antoniana:
- Crónica del convento de San Bernardino de Sena, de Petra (Mallorca). Fr. Salustiano Vicedo, ofm. Nº 548[7]
- Crónica del Convento San Bernardino de Sena, de Petra. XXIV. Fr. Salustiano Vicedo, ofm. Nº 562[8]
- Crónica de Petra. Fr. Salustiano Vicedo, ofm. Nº 564 (enlace roto disponible en Internet Archive; véase el historial, la primera versión y la última)., may 1976[2]
- Cronica convento de Petra. c. 24. Fr. Salustiano Vicedo, ofm. Nº 566, jul 1976[9]